# Amir Slama
Amir Slama ist brasilianischer Modedesigner, Stylist und Besitzer von Modelabeln. Mit seinem aktuellen Label Amir Slama hat er Geschäfte in São Paulo und Rio de Janeiro eröffnet.
Bevor er mit seiner Frau sein erstes Label Rosa Chá aufbaute, arbeitete er als Geschichtsprofessor. Zeitschriften wie die Vogue, Harper’s Bazar, Elle und Cosmopolitan veröffentlichten seine Bademode.
Bei den Fashion Shows des Labels Rosa Chá liefen Models wie Naomi Campbell, Carla Campbell, Baptiste Giabiconi, Doutzen Kroes, Adriana Lima, Alessandra Ambrosio und Lars Burmeister.
In den Jahren 2002 und 2003 wurde er als „Brazil's Best Designer“ ausgezeichnet.